# ラヨーク (ムソルグスキー)

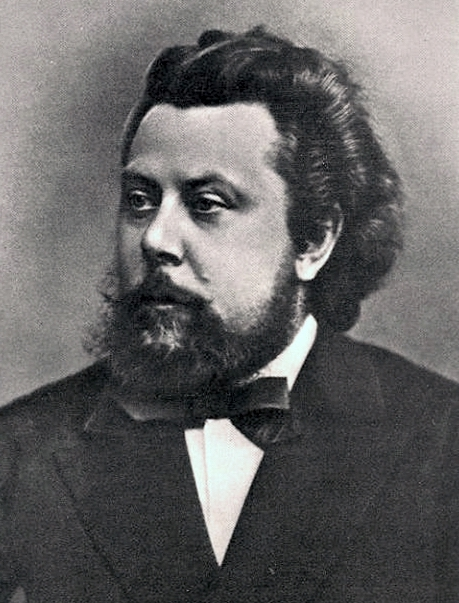
1870年、『ラヨーク』作曲当時のモデスト・ムソルグスキー（1839-1881）

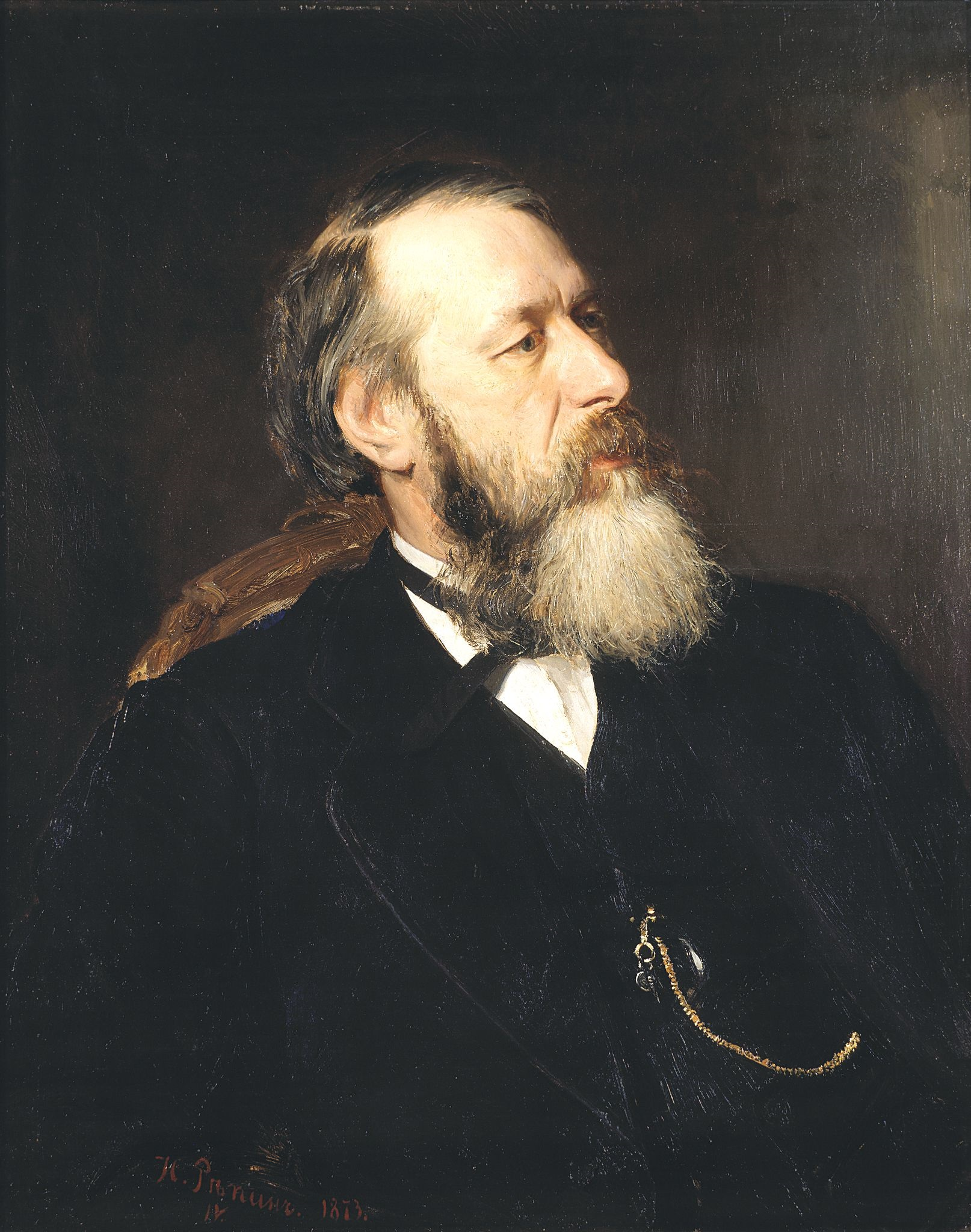
ウラディーミル・スターソフ（1824-1906、イリヤ・レーピン画）

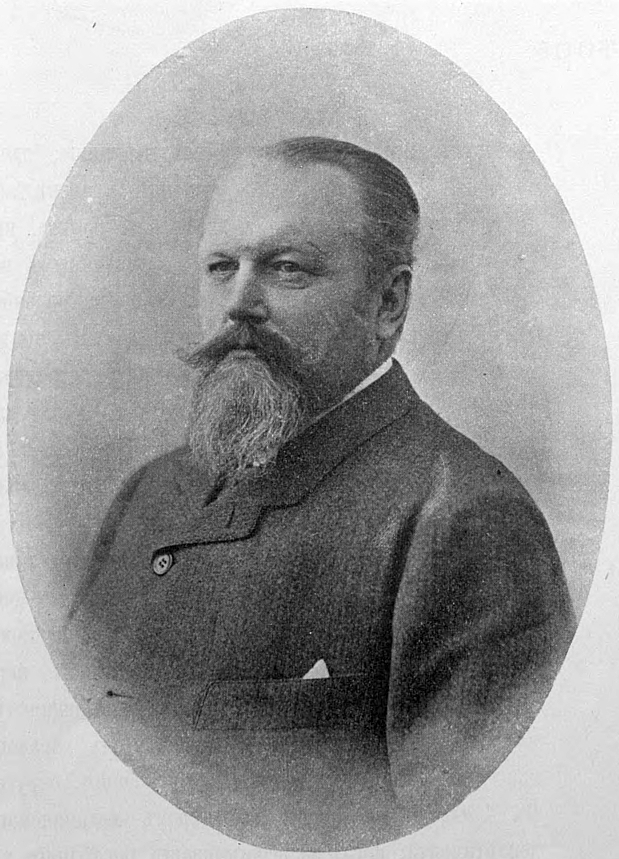
アルセニイ・ゴレニシチェフ＝クトゥーゾフ（1848-1913）

『ラヨーク』（Раёк, Rayok）は、19世紀ロシアの作曲家モデスト・ムソルグスキーが作詞・作曲した風刺歌曲。1870年に作曲、翌1871年に出版された。
ラヨークとは、定期市や縁日などの見世物小屋に見られるロシアの民俗のひとつで、箱型の小さな舞台を、拡大鏡をはめ込んだ二つの穴からのぞき込んで見ることから「のぞきからくり」とも呼ばれる。舞台では回転する絵巻や滑稽な人形劇が演じられ、ラヨークシニク（のぞきからくり師）と呼ばれる弁士が口上を述べる。
ムソルグスキーの『ラヨーク』は、ミリイ・バラキレフが主導し、ムソルグスキーも属していた「力強い一団（ロシア5人組）」のグループと対立する音楽人たちを登場させ、風刺している。この時期、ムソルグスキーは1869年にオペラ『ボリス・ゴドゥノフ』の初版を完成させ、初演をめざして帝室歌劇場に総譜を送ったころに当たっており、当時のロシア・サンクトペテルブルクの音楽界の事情を端的に描いた作品となっている。

## 構成
以下の6つの部分からなる。なお、各標題は第二稿の自筆譜による。
1. 口上
2. 神のご加護を持って；ザレンバ
3. ロスティスラフ；F.M.トルストイ
4. ファミンツィン
5. A.N.セローフ
6. 讃歌

### 内容
1曲目では、ムソルグスキー自身が弁士として口上を述べる。2曲目から「敵対者」たちの揶揄となり、サンクトペテルブルク音楽院の院長ニコライ・ザレンバの「音楽規則」全能主義、イタリア・オペラのプリマドンナ、アデリーナ・パッティの崇拝者である「ロスティスラフ（歌詞ではフィフ）」こと、音楽評論家フェオフィル・トルストイ（1810年 - 1881年）、サンクトペテルブルク音楽院の教授で音楽評論家のアレクサンドル・ファミンツィン、作曲家・音楽評論家のアレクサンドル・セローフ、ロシア大公妃でロシア音楽協会の設立者でもあるエレナ・パヴロヴナがそれぞれ槍玉に挙げられている。なお、このうちファミンツィンは、『ラヨーク』に先立つ1867年の風刺歌曲『古典主義者』でもムソルグスキーの嘲笑の的となっている。
例えば、ザレンバに当てられた音楽ではヘンデルのオラトリオ『マカベウスのユダ』から「見よ、勇者は帰る」の旋律を引用しているなど、当時のロシア音楽界でよく知られた人物や音楽が現れる。こうした「楽屋落ち」的性格によるパロディは、ムソルグスキーの仲間内で大好評を博した。
とはいえ、『ロシア音楽史 《カマリーンスカヤ》から《バービイ・ヤール》まで』の著者フランシス・マースによれば、『ラヨーク』のアイデアはムソルグスキー自身ではなく、バラキレフ派の論客ウラディーミル・スターソフの委嘱によるものである。この作品で皮肉られた一人であるセローフは、スターソフの「不倶戴天の敵」ともいうべき存在であり、スターソフの願望はセローフを打ちのめすことにあった。

## ゴレニシチェフ＝クトゥーゾフとの出会い
『ラヨーク』は、ムソルグスキーと詩人アルセニイ・ゴレニシチェフ＝クトゥーゾフとの出会いのきっかけになった。1873年6月、クトゥーゾフも参加していた夜会で、ムソルグスキーは『ラヨーク』を披露した。クトゥーゾフの回想によれば、このときクトゥーゾフはこの作品に「賛同できない」と表明し、夜会から歩いて帰る途中、ムソルグスキーに「『ラヨーク』を芸術作品だと考えているのか」と問いただした。ムソルグスキーは笑って「単なる冗談」だと答えた。夜会で圧倒的な人気だった作品に疑問を呈されたことで、ムソルグスキーはクトゥーゾフに対して興味を抱き、その足でクトゥーゾフの部屋に立ち寄り、自作の歌曲を歌って聴かせた。クトゥーゾフはこれらの歌曲に魅了され、こうして2人の親密な交友が始まった。以降、『忘れられた者』（1874年）、『日の光もなく』（1874年）、『死の歌と踊り』（1875年）などクトゥーゾフの詩による一連の歌曲・連作歌曲が生み出され、ムソルグスキー後期の重要な作品となる。